# Норман Кемпбелл
Норман Кемпбелл (англ. Norman Campbell, нар. 24 листопада 1999, Кінгстон) — ямайський футболіст, нападник данського клубу «Раннерс» та національної збірної Ямайки. Виступав також за низку ямайських і закордонних клубів.

## Клубна кар'єра
Норман Кемпбелл розпочав виступи на футбольних полях у 2019 році в складі команди «Гарбор В'ю», в якій грав до 2020 року, взявши участь у 29 матчах чемпіонату. У 2020 році ямайський клуб віддав футболіста в оренду до сербського клубу «Графичар», де гравець виступав до 2021 року. Протягом 2021—2022 років ямайський нападник грав у складі іншого сербського клубу «Чукарички», а в 2022—2023 роках продовжував виступи в Сербії в клубі «Явор».
У 2023 році Норман Кемпбелл перейшов до іншого сербського клубу «Воєводина», у складі якого грав до 2024 року. З 2024 року нападник грає у складі данського клубу «Раннерс».

## Виступи за збірну
У 2020 році Норман Кемпбелл дебютував у складі національної збірної Ямайки. Станом на середину червня футболіст зіграв у складі збірної 7 матчів, у яких забитими голами не відзначився.